# Tari
Tari – miasto w Papui-Nowej Gwinei, stolica prowincji Hela. Według danych szacunkowych na rok 2013 liczy 15 414 mieszkańców.